# الوكالة التونسية للتعاون الفني

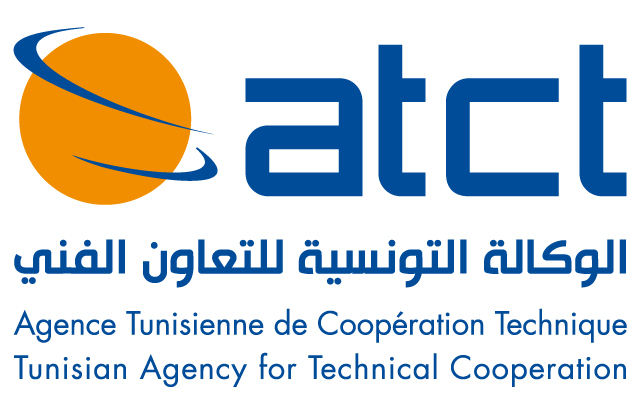
شعار الوكالة التونسية للتعاون الفني

الوكالة التونسية للتعاون الفني هي مؤسسة حكومية تم إحداثها منذ سنة 1972، لاستكشاف احتياجات الأسواق العربية و الأجنبية من الموارد البشرية و العمل على توفير الكفاءات التونسية لسد هذه الاحتياجات وكذلك إنجاز البرامج والمشاريع التنموية في البلدان العربية و الإفريقية.

## وصلات خارجية
- الوكالة التونسية للتعاون الفني